# Nelly Borgeaud

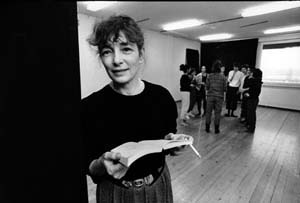
Nelly Borgeaud (1986)

Nelly Borgeaud (* 29. November 1931 in Genf; † 14. Juli 2004 in Bénévent-l’Abbaye) war eine Schweizer Film- und Theaterschauspielerin, die in Frankreich lebte und wirkte.

## Leben
Borgeaud kam als Tochter eines Friseurs in Genf zur Welt. Kurze Zeit war sie beim Radio tätig. Von 1951 bis 1953 absolvierte sie Schauspielkurse bei Blanche Derval in Lausanne und ging anschließend nach Paris, wo sie Schauspielunterricht bei Tania Balachova, basierend auf der Stanislawski-Methode, nahm. Borgeaud begann zunächst als Theaterschauspielerin zu arbeiten und verband später die Film- mit der Theaterarbeit. Sie war mehrere Jahre lang Mitglied der Theatergruppe um Roger Planchon und spielte unter seiner Regie unter anderem 1967 die Elmire in Molières Tartuffe.
Ihr Filmdebüt gab Borgeaud 1955 in der Rolle der Danièle Limousin in André Cayattes Die schwarze Akte. Borgeaud war überwiegend in französischen Filmproduktionen zu sehen, übernahm jedoch gelegentlich auch Rollen in deutschen und Schweizer Produktionen wie Hotel Adlon und Das Lied der Heimat. Für ihre Darstellung in den Filmen Der Mann, der die Frauen liebte und Zucker, Zucker! erhielt Borgeaud 1978 und 1979 eine César-Nominierung in der Kategorie Beste Nebendarstellerin. Drei Mal besetzte Alain Resnais Borgeaud in seinen Filmen, so war sie in Muriel oder Die Zeit der Wiederkehr, Mein Onkel aus Amerika und Das Leben ist ein Chanson zu sehen. Ihre letzten Auftritte sowohl im Film als auch am Theater absolvierte Borgeaud 2001. Sie erkrankte in späten Jahren an Alzheimer und starb im Juli 2004 im Alter von 72 Jahren in Bénévent-l’Abbaye.
Borgeaud war von 1955 bis 2000 mit dem Schauspieler Yves Vincent verheiratet. Aus der Ehe ging eine Tochter hervor, die Schauspielerin Isabelle Vincent (* 1956).

## Filmografie
- 1955: Die schwarze Akte (Le dossier noir)
- 1955: Hotel Adlon
- 1956: Morgenröte (Cela s’appelle l’aurore)
- 1956: Lied der Heimat (Zwischen uns die Berge)
- 1960: Im Banne der Ekstase (Vers l’extase)
- 1961: Vue sur la mer (TV)
- 1962: Codine
- 1963: Muriel oder Die Zeit der Wiederkehr (Muriel ou le temps d’un retour)
- 1967: La bien-aimée (TV)
- 1969: Das Geheimnis der falschen Braut (La sirène du Mississipi)
- 1970: Ein einziger Tag im Leben (Un seul jour de la vie) (TV)
- 1975: Les ailes de la colombe (TV)
- 1975: Parlez-moi d’amour
- 1975: Amigo (TV)
- 1977: Der Mann, der die Frauen liebte (L’homme qui aimait les femmes)
- 1978: Zucker, Zucker! (Le sucre)
- 1979: Le tourbillon des jours (TV-Mehrteiler)
- 1980: Le nœud de vipères (TV)
- 1980: Mein Onkel aus Amerika (Mon oncle d’Amérique)
- 1980: Ein Blatt Liebe (Une page d’amour) (TV-Reihe)
- 1980: Une femme au bout de la nuit
- 1982: Die Kartause von Parma (La certosa di Parma) (TV-Serie, 4 Folgen)
- 1982: Sacré Ulysse (TV)
- 1984: Duett zu dritt (Paroles et musique)
- 1988: Dandin
- 1989: Eine Sommergeschichte (Comédie d’été)
- 1990: Tumultes
- 1990: Le malade imaginaire (TV)
- 1991: Blaue Hefte (Les cahiers bleus) (TV)
- 1992: L’accompagnatrice
- 1992: Méprise d’otage (TV)
- 1993: Ein neues Leben (Une nouvelle vie)
- 1996: Stabat mater
- 1997: Das Leben ist ein Chanson (On connaît la chanson)
- 1998: Jeanne et le garçon formidable
- 1998: La femme d’un seul homme (TV)
- 1999: La vie ne me fait pas peur
- 2000: Man liebt es unentschieden (La confusion des genres)
- 2001: De toute urgence (TV)

## Theaterrollen (Auswahl)
- 1955: Graham Greene – Living-Room, Regie: Jean Mercure, Théâtre Montparnasse
- 1957: William Shakespeare – Péricles, prince de Tyr, Regie: René Dupuy, Théâtre de l’Ambigu
- 1960: Anton Tschechow – Die drei Schwestern, Regie: Sacha Pitoëff, Théâtre de l’Alliance française
- 1962: Georges Soria – Les témoins, Regie: Roger Mollien, Théâtre du Vieux-Colombier
- 1963: Françoise Sagan – Château en Suède, Regie: André Barsacq, Théâtre de l’Atelier
- 1966: John Osborne – Témoignage irrecevable, Regie: Claude Régy, Théâtre des Mathurins
- 1972: John Guare – Un pape à New-York, Regie: Michel Fagadau, Théâtre de la Gaîté-Montparnasse
- 1973: Molière – Tartuffe, Regie: Roger Planchon
- 1976: Roger Planchon – Gilles de Rais, Regie: Roger Planchon, TNP Villeurbanne
- 1977: Roger Planchon – Gilles de Rais, Regie: Roger Planchon, Théâtre national de Chaillot
- 1977: Pavel Kohout – Pauvre Assassin, Regie: Michel Fagadau, Théâtre de la Michodière
- 1978: Carlo Goldoni – Les rustres, Regie: Claude Santelli, Théâtre de la Michodière
- 1979: Anton Tschechow – Die drei Schwestern, Regie: Lucian Pintilie, Théâtre de la Ville
- 1980: Jean Racine – Athalie, Regie: Roger Planchon, TNP Villeurbanne, Théâtre de l’Odéon
- 1983: nach Emily Dickinson – Émilie ne sera plus jamais cueillie par l’anémone, Regie: Gabriel Garran, Festival d’Avignon, Théâtre de la Commune
- 1986: Sam Shepard – Californie paradis des morts de faim, Regie: Marcel Maréchal, Théâtre La Criée
- 1986: Molière – Les femmes savantes, Regie: Françoise Seigner, Théâtre de Boulogne-Billancourt
- 1987: Jean de Mairet – Les galanteries du duc d’Ossone, Regie: Jean-Marie Villégier, Comédie de Caen, Théâtre national de Strasbourg
- 1987: Molière – George Dandin, Regie: Roger Planchon, TNP Villeurbanne
- 1988: Molière – George Dandin, Regie: Roger Planchon, TNP, Tournée
- 1988: Jean de Mairet – Les galanteries du duc d’Ossone, Regie: Jean-Marie Villégier, Théâtre national de Chaillot
- 1990: Molière, Marc-Antoine Charpentier – Der eingebildete Kranke, Regie: Jean-Marie Villégier, Musikregie: William Christie, Théâtre du Châtelet, Opéra Comédie, Théâtre de Caen
- 1992: Ève Duperray – Les dits de lumière et d’amour, Regie: Marie-Paule André, Festival d’Avignon
- 2001: Mélodies 6, Regie: Jean-Paul Delore, Rencontres d’été Chartreuse, Villeneuve-lès-Avignon

## Auszeichnungen
- 1978: César-Nominierung, Beste Nebendarstellerin, für Der Mann, der die Frauen liebte
- 1979: César-Nominierung, Beste Nebendarstellerin, für Zucker, Zucker!
- 1990: Bayard d’Or als beste Darstellerin, Festival International du Film Francophone de Namur, für Tumultes